# 椿屋珈琲
椿屋珈琲（tsubakiya coffee）は、東和フードサービスが運営する日本の喫茶店チェーンの店舗ブランド。首都圏を中心に約50店を展開（2023年7月4日現在）。

## 概要
自家焙煎の豆を使い、サイフォンで淹れたこだわりのコーヒーを提供する高級喫茶店。分煙が進む中でも、喫煙目的店や、喫煙ブースを設置している店舗が多数現存。運営会社については東和フードサービスを参照。
脱日常体験をコンセプトに作られており、大正ロマンあふれる内装。大正時代に流行したアール・ヌーヴォーの花器や銀細工を展示し、茶器はロイヤルコペンハーゲンやウェッジウッドを使用。店舗ごとに異なるステンドグラスや絵画も特徴。1店舗あたり1億円の初期投資がかけられている。
制服として女性は胸当てのあるエプロン、男性はクラシカルなベストを着用。大正時代のメイドやウエイターをイメージしてデザインされている。

## 沿革
- 1974年 - 東和産業(株)として設立。｢コーヒーハウス｣1号店を銀座にオープン。
- 1995年 - 本社を銀座五丁目に移転。
- 1996年 - 銀座七丁目花椿通り　椿屋珈琲店をオープン。
- 1999年 - フードサービス事業を分社。東和フードサービス株式会社を設立。
- 2000年 - 優良外食産業表彰において、農林水産大臣賞を受賞。
- 2002年 - 資本金を1億6,950万円へ増資。本社を銀座2丁目に移転。
- 2004年 - JASDAQ上場。資本金を6億7,334万円へ増資。
- 2009年 - 本社を港区新橋3丁目に移転。
- 2011年 - 東和J’Sグループ 2011年度 省エネ大賞｢資源エネルギー庁長官賞｣を受賞。
- 2021年 - テイクアウトショップ｢ケーキ・洋菓子　椿屋珈琲｣を立川と調布にオープン。
- 2023年 - スマートフォン公式アプリ｢椿屋珈琲グループアプリ｣をリリース。[4][5]

## 由来
椿屋珈琲の1号店（銀座本館）がある銀座七丁目花椿通り。かつてこの地域を「出雲町」と呼んだことで「出雲通り」と命名された。昭和初期に街路に藪椿が植えられ、「花椿通り」という呼称が定着。その後、名前に正式採用された。椿屋珈琲の名は、この通りの名前に由来している。

## 業態
- 椿屋珈琲
- 椿屋茶房
- 椿屋カフェ
- 茶寮SIKI TSUBAKIYA

## 店舗
- 銀座七丁目花椿通り 椿屋珈琲
- 椿屋珈琲 新橋茶寮（2002年4月 - ）
- 椿屋珈琲 ひがし離れ（2001年4月 - ）
- 椿屋珈琲 日比谷離れ（2004年8月 - ）
- 椿屋珈琲 新宿茶寮（2005年5月 - ）
- 椿屋珈琲 池袋茶寮（2005年6月 - ）
- 椿屋珈琲 六本木茶寮（2006年5月 - ）
- 椿屋珈琲 有楽町茶寮（2007年10月 - ）
- 椿屋カフェ 新宿東口店（2015年9月 - ）
- 椿屋珈琲 上野茶廊（2010年3月 - ）
- 椿屋珈琲 新橋はなれ（2014年3月 - ）
- 椿屋珈琲 銀座新館（2014年12月 - ）
- 椿屋珈琲 八重洲茶寮（2015年12月 - ）
- 椿屋珈琲 神楽坂茶房（2016年1月 - ）
- 椿屋珈琲 池袋離れ（2018年10月 - ）
- 椿屋茶房 タカシマヤタイムズスクエア店（2011年4月 - ）
- 椿屋茶房 丸ビル店（2009年6月 - ）
- 椿屋珈琲 花仙堂（2022年2月 - ）
- 椿屋珈琲 オペラシティ店（2006年3月 - ）
- 椿屋カフェ ラゾーナ川崎店（2006年9月 - ）
- 銀座椿屋珈琲 荻窪タウンセブン（1981年9月 - ）
- 椿屋珈琲 池上店（2016年9月 - ）
- 椿屋カフェ ららぽーと横浜（2007年3月 - ）
- 椿屋カフェ イオンレイクタウン店（2008年10月 - ）
- 椿屋カフェ 渋谷店（1984年3月 - ）
- ツバキカフェ 新橋駅前店（2014年6月 - ）
- 椿屋カフェ 柏高島屋ステーションモール店（2010年11月 - ）
- 椿屋カフェ そごう横浜店（2016年3月 - ）
- 椿屋茶房 アトレ川崎店（2013年3月 - ）
- 椿屋カフェ 京王聖蹟桜ケ丘ＳＣ店（2013年6月 - ）
- 椿屋カフェ グランデュオ蒲田店（2013年9月 - ）
- 椿屋カフェ 町田東急ツインズ店（2014年3月 - ）
- 椿屋カフェ 船橋フェイス店（2014年4月 - ）
- 椿屋カフェ キラリナ京王吉祥寺店（2014年4月 - ）
- 椿屋カフェ フレンテ笹塚店（2015年4月 - ）
- 茶寮SIKI TSUBAKIYA コレットマーレみなとみらい（2014年11月 - ）
- 椿屋茶房 そごう千葉店（2016年3月 - ）
- 椿屋カフェ 北千住マルイ店（2017年4月 - ）
- 椿屋カフェ 所沢駅前店（2017年4月 - ）
- 椿屋珈琲 イオン新浦安店（2017年10月 - ）
- 椿屋カフェ 新越谷ヴァリエ店（2017年12月 - ）
- 銀座和館 椿屋茶房 エミオ武蔵境店（2018年3月 - ）
- 椿屋カフェ みなとみらいクロスパティオ店（2018年12月 - ）
- 椿屋カフェ グランツリー武蔵小杉（2018年11月 - ）
- 椿屋カフェ 京急上大岡店（2019年2月 - ）
- 椿屋カフェ 池袋東口店（2019年4月 - ）
- 銀座和館 椿屋珈琲 柏高島屋ステーションモール店（2020年9月 - ）
- 銀座和館 椿屋珈琲 たまプラーザ店（2022年2月 - ）
- ケーキ・洋菓子 椿屋珈琲 グランデュオ立川店（2021年4月 - ）
- ケーキ・洋菓子 椿屋珈琲 調布パルコ店（2021年11月 - ）
- ケーキ・焙煎珈琲 椿屋珈琲 大森とうきゅう店（2021年4月 - ）
- ケーキ・焙煎珈琲 椿屋珈琲 五反田東急スクエア店（2023年4月 - ）
- 茶寮SiKi 椿屋珈琲 クイーンズ伊勢丹仙川店（2023年10月 - ）
- TSUBAKIYA Jiyugaoka（2023年10月 - ）

## 関連文献
- “（新社長）東和フードサービス　岸野誠人氏”. 日本経済新聞 (2018年7月26日). 2023年7月27日閲覧。
- “『椿屋珈琲』『ダッキーダック』など111店舗の飲食店で 利用可能な『椿屋珈琲グループアプリ』に『betrend』が採用～店舗・ネットショップ共通ポイントで利便性を向上～”. ソーシャルワイヤープレスリリース/ニュースリリース配信サービス【アットプレス】 (2023年4月14日). 2023年7月27日閲覧。
- “SCAJ主催「ジャパン サイフォニスト チャンピオンシップ2023」にて悲願の初優勝！. PR TIMES (2023年9月29日). 2023年10月13日閲覧。